# Mys Szefnera
Mys Szefnera (ros. Мыс Шефнера) – przylądek w Kraju Nadmorskim w Rosji, w mieście Nachodka. Jest położony u północnego wejście do zatoki Nachodka (południowe stanowi Mys Astafjewa). Został odkryty w 1859 roku przez załogę korwety „Amerika”. Dwa lata później okolicę odwiedził transportowiec „Mandżur”, na cześć dowódcy którego – Aleksjeja Karłowicza Szefnera – nazwano przylądek.
W latach 1918–22 przylądek był miejscem straceń partyzantów bolszewickich przez Armię Ochotniczą.
W pobliżu przylądka przebiega linia kolejowa Ugolnaja – Mys Astafjewa. Na teren samego przylądka poprowadzona jest od niej bocznica.